# 東富丘臨時乘降場

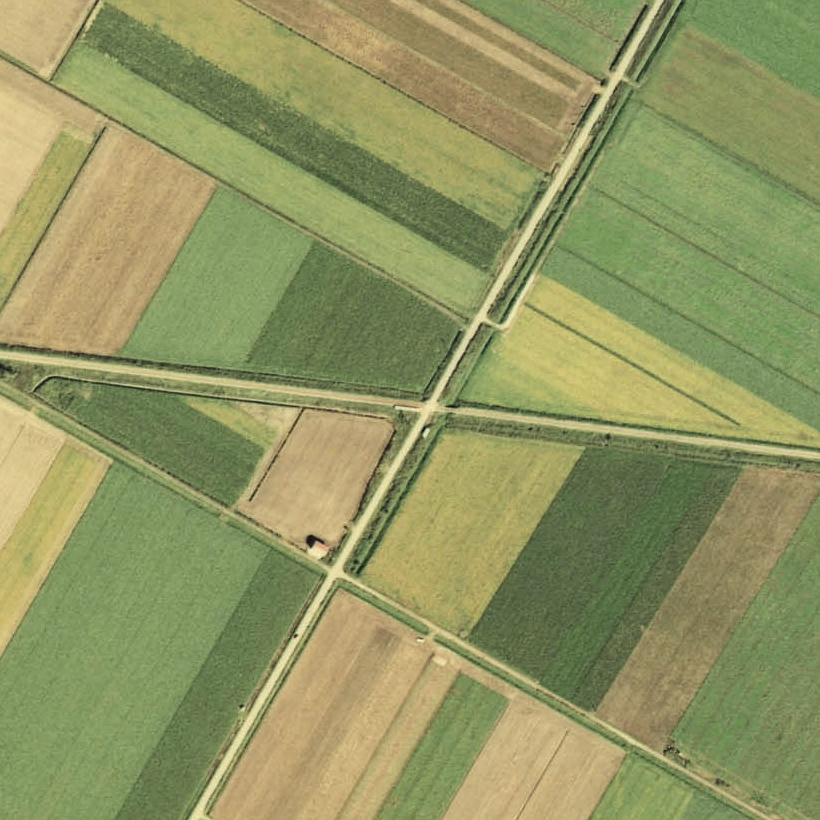
1977年的東富丘臨時乘降場與方圓約500米範圍。右邊為網走方向。在南邊可望向Iwakeshi山，車站附近為常呂川下流的農作地帶。周邊的民居距離車站500米至1公里。

東富丘臨時乘降場（日语：／ Higashi-Tomioka karijōkō-ba */?）是位於北海道北見市常呂町富丘，日本國有鐵道（國鐵）的湧網線臨時乘降場（廢站）。隨著湧網線廢線，臨時乘降場在1987年（昭和62年）3月20日廢除。
部分普通列車通過此站，截至1986年（昭和61年）3月3日時間表修正，下行4班和上行3班列車通過此站。

## 歷史
- 1956年（昭和31年）5月1日 - 日本國有鐵道湧網線東富丘臨時乘降場（局（日语：鉄道管理局）設定）啟用[1]。
- 1987年（昭和62年）3月20日 - 湧網線全線廢除，此站也廢除[1]。

## 車站構造
截至車站廢除前，車站是一座地面車站，設有1面1線的單式月台。在廢除前，此站為臨時乘降場，因此為無人車站。

## 站名的由來
臨時乘降場的名稱取自所在地「富丘」的東邊。

## 車站周邊
車站附近為原野和田地。附近沒有巴士路線途經。
- Raitokoro川[4]

## 現況
截至2011年（平成23年），車站迷址沒有相關痕蹟，只能確認車站遺址。

## 相鄰車站
日本國有鐵道
湧網線 
北見富丘－東富丘臨時乘降場－北見共立

## 注腳
1. 1 2 3 4  石野哲（編）. . JTB. 1998: 915. ISBN 978-4-533-02980-6 （日语）.
2. ↑  太田幸夫. . 富士Comtem. 2004-02: 216. ISBN 978-4893915498 （日语）.
3. ↑  太田幸夫. . 富士Comtem. 2004-02: 170. ISBN 978-4893915498 （日语）.
4. ↑  . 地勢堂. 1980-03: 19 （日语）.
5. ↑  本久公洋. . 北海道新聞社. 2011-09: 105. ISBN 978-4894536128 （日语）.